# Невский, Владимир Иванович
Влади́мир Ива́нович Не́вский (настоящее имя Феодо́сий Ива́нович Кривобо́ков (Кривобо́к), 2 (14) мая 1876, Ростов-на-Дону — 26 мая 1937, Москва) — российский социал-демократ, революционер-большевик; советский историк, государственный и партийный деятель.

## Биография
Родился в Ростове-на-Дону в семье богатого купца-старообрядца.
В 1894 году поступил в ростовскую гимназию, где организовал кружок «саморазвития», знакомя членов кружка с народнической литературой. В 1895 году познакомился с членами полу-народнического, полу-марксистского рабочего кружка, что оказало влияние на всю его последующую жизнь. В 1897 год, окончив гимназию, поступил в Московский университет на естественный факультет и прочитал Коммунистический манифест. Член РСДРП с 1898 года.
Организовал в университете студенческий кружок «саморазвития», который быстро превратился в социал-демократический, причём революционной, а не ревизионистской, направленности. В 1899 году властям удалось ликвидировать кружок, и он, просидев в тюрьме 3 месяца, был отправлен под гласный надзор полиции в Ростов-на-Дону, где продолжил революционную деятельность.
В 1900 году по заданию ростовских социал-демократов посещал Санкт-Петербург, где завязал контакты с Союзом борьбы за освобождение рабочего класса. В результате провалов вновь оказался в тюрьме, где продолжил изучение марксизма. Просидел 9 месяцев в Таганской тюрьме, где его допрашивал С. В. Зубатов. В 1901 году был выслан в Воронеж, жил на улице Малая Чернавская (ныне — улица Лётчика Замкина).
В 1904 году ему удалось получить заграничный паспорт и он выехал в Женеву, где познакомился с В. И. Лениным и прочими «большевиками женевской колонии». По совету Ленина вернулся в Россию, где продолжил деятельность профессионального революционера в Воронеже, Ярославле, Москве и Санкт-Петербурге, живя нелегально, попадая в тюрьмы, сбегая из ссылок.
Избирался делегатом I конференции РСДРП и IV (Объединительного) Стокгольмского съезда РСДРП от Воронежа. К этому же времени относится окончательный выбор своего революционного псевдонима — «Владимир Невский».
В 1910 году окончил Харьковский университет. Совещанием ЦК РСДРП(б) с 1 (14) января 1913 года был кооптирован кандидатом в члены ЦК. 27 июля (9 августа) того же года заседанием ЦК переведён в члены ЦК.
Нелегальная революционная работа, аресты и ссылки в города Европейской России чередовались вплоть до 1913 года, когда Невский, находясь в ссылке в Полтаве, узнал, что ему предстоит ссылка в Сибирь. Бежал, пойман и посажен в тюрьму, затем последовала ссылка на Урал.
В марте 1917 года вызван из Екатеринбурга (где встретил Февральскую революцию) в Петроград Петроградским комитетом большевиков, где ему совместно с Н. И. Подвойским было поручено заняться созданием «Военной организации Петроградского комитета РСДРП(б)». Избран членом Исполкома Петроградского комитета РСДРП(б), членом Бюро Военной организации ЦК РСДРП(б), членом Петроградского военно-революционного комитета.
Организовал и был редактором большевистских газет, распространяемых в армии — «Солдатской правды» и «Солдата», «Деревенской бедноты».
Подготавливал июльское вооружённое выступление большевиков и Октябрьскую революцию (во время последней был членом Петроградского ВРК, руководил, совместно с А. С. Бубновым, захватом большевиками петроградских железнодорожных вокзалов). 26 октября назначен членом коллегии Народного комиссариата путей сообщения. Был выбран членом Всероссийского учредительного собрания от партии большевиков. С 30 ноября член Совета обороны Республики и товарищ народного комиссара путей сообщения. 9 (22) декабря назначен членом коллегии при Народном комиссариате путей сообщения. В январе 1918 — феврале 1919 член коллегии Всероссийского исполнительного комитета железнодорожников.
Возглавлял с 21 февраля 1918 года Всероссийскую междуведомственную чрезвычайную комиссию по охране железных дорог, действовавшую с 30 января по 17 июля 1918 года в целях обеспечения планомерного снабжения населения продовольствием и предметами первой необходимости. Под его руководством создавались отряды железнодорожной охраны.
Во время Гражданской войны — заместитель наркома, с 25 июня 1918 года по 17 марта 1919 года Нарком путей сообщения РСФСР.
С 30 сентября 1918 года по 10 мая 1919 года — член Реввоенсовета Республики.
На пленуме ЦК РКП(б) 25 марта 1919 года его кандидатура была в числе рассматривавшихся на пост Председателя ВЦИК, однако избран был М. И. Калинин.
В апреле 1919 года уполномоченный ЦК РКП(б) и ВЦИК по мобилизации в Рязанской губернии, в мае — уполномоченный ЦК РКП(б) по Московской губернии. С мая также член редколлегии Государственного издательства РСФСР. В июне — уполномоченный ВЦИК в Тверской губернии, Затем член Северо-Двинского губкома РКП(б), заведующий Центральной школой советских и партийных работников ВЦИК. Был также представителем ЦК РКП(б) в Псковской и Череповецкой губерниях.
В 1919—1920 годах — член Президиума и заместитель председателя ВЦИК, некоторое время примыкал к «рабочей оппозиции». С мая 1919 года до августа 1921 года был ректором Коммунистического университета имени Я. М. Свердлова в Москве. С августа 1919 года член коллегии Народного комиссариата земледелия РСФСР. Одновременно 26 июля 1920 года был назначен заведующим отделом ЦК РКП(б) по работе в деревне (занимал эту должность в течение года). С 1921 года работал в Петроградском бюро Истпарта (Комиссии по истории Октябрьской революции и РКП(б)).
В 1920 году по постановлению Оргбюро ЦК был отозван в Москву для написания книги по истории партии. С сентября 1920 по февраль 1935 года — член коллегии Комиссии по истории Октябрьской революции и РКП(б) при ЦК РКП(б). С 1922 года заместитель председателя Комиссии по истории Октябрьской революции и РКП(б) при ЦК РКП(б)
С марта 1921 года член коллегии Народного комиссариата просвещения РСФСР. В 1922—1923 годах заведующий Петроградским губернским отделом народного образования.
С 1923 года на Невского начинаются нападки за прошлые связи c «рабочей оппозицией» и в мае 1925 года, по этой же причине, он был «задвинут» директором Третьяковской галереи, позднее — назначен директором Библиотеки им. В. И. Ленина (занимал эту должность до февраля 1935 года).
В октябре 1928 года назначен членом Президиума Коммунистической академии имени Я. М. Свердлова при ЦИК СССР. Одновременно был сотрудником научно-исследовательской секции истории пролетариата СССР при Институте истории.
За время своей деятельности историка написал более пятисот работ по истории народнического, рабочего и социал-демократического движения, по истории партии.
Арестован 20 февраля 1935 года, во время разгрома Сталиным школы партийных историков. Был обвинён в «руководстве антипартийной группой» и 5 мая приговорен к 5 годам ИТЛ (Суздальский политизолятор).
К 1937 году такой приговор уже казался чересчур мягким. Невского перевели в Москву (Бутырская тюрьма) и вновь судили, так как «открылись новые обстоятельства» — «пытался смазать и замолчать величайшую роль тов. Сталина, как гениального продолжателя великого дела Ленина». Его признали виновным в том, что «с 1929 г. он являлся активным участником антисоветской террористической организации правых, а в 1933 г. создал террористическую группу».
25 мая 1937 года Военной коллегией Верховного суда СССР приговорён к расстрелу. 26 мая приговор приведён в исполнение. По воспоминаниям сокамерников от своих большевистских взглядов не отрёкся, в тюрьме вёл своеобразные лекции с сокамерниками по истории партии и Октябрьской революции. Волновался о судьбе своих учеников, которые также были репрессированы.
Реабилитирован в 1955 году.

## Семья
- Обвенчался в Таганской тюрьме с политической заключённой Любовью Васильевной Филипповой-Сафоновой.
- Имел четверых кровных детей, а двух девочек — чувашку и мордовку — его семья удочерила в 1921 во время голода в Поволжье.

## Псевдонимы
- Революционные псевдонимы: Худокормов, Гаврила, Владимир, Владимиров, Жак, Колесников, Скиф, Федос, Губернатор, Спица.[4]
- Литературные псевдонимы: Вл. Язвин, Влад. Язвин, В. Н., В. Н-й, Л. Невский, Н-ий, Васильев, Алексей Ростов, Донец, Сп-а, Спица, Спицын, Пц, В-н, Н. В. [4]

## Память
- В советское время на здании, где собирался Донком (являвшемся в то время охраняемым памятником истории), была мемориальная доска, посвящённая Невскому и его товарищам по комитету; в настоящее время она утеряна.
- В Воронеже есть одноимённая улица в Северном микрорайоне — самая длинная от улицы Хользунова до Московского проспекта.

## Сочинения
- Южно-Русский рабочий союз. — М., 1922
- Материалы для биографического словаря социал-демократов, вступивших в российское рабочее движение за период от 1880 до 1905 г. — М.; Петроград: Гос. изд., 1923.
- История РКП(б): Краткий очерк — Л.: Прибой, 1924. — М.; 2-е изд. Л.: Прибой, 1926. (Невский В. И. История РКП(б): Краткий очерк. — Репринт 2-го издания 1926 г. «Прибой». — СПб.: Новый Прометей, 2009. — 752 с. — 1000 экз. — ISBN 978-5-9901606-1-3.)
- Очерки по истории РКП(б). — 2 изд. — Т. 1. — М., 1925.
- Предшественники нашей партии: Северный союз русских рабочих. — М., 1930.
- От «Земли и воли» к группе «Освобождение труда». — М., 1930. — 553 с.
- Рабочее движение в январские дни 1905 года. — М., 1931. — 688 с.
- Советы и вооруженное восстание в 1905 году. — М., 1931. — 429 с.
- Предисловие к книге «Смерть Толстого: По новым материалам» / Со вступ. ст. В. И. Невского. — М.: Издание Публичной библиотеки СССР имени В. И. Ленина, 1929. (Во многих сохранившихся экземплярах предисловие вырвано в советские годы как текст врага народа)